# 林家棟
林家棟（英語：Gordon Lam Ka Tung，1967年9月21日—），香港男演員、電影監製、編劇、填詞人。1988年，參加香港無綫電視藝員訓練班第15期加入演藝圈。2017年，獲得香港電影金像獎、香港電影評論學會以及香港電影導演會的三料影帝。2020年，他憑藉《手捲煙》首提名金馬獎最佳男主角。2022年，憑藉《手捲煙》和《智齒》的演出獲得香港電影金像獎最佳男主角雙提名。他亦是香港演藝人協會第八屆及第九屆（2007年12月12日－2011年12月11日）理事會的副會長。

## 生平

### 早年生活
林家棟生於九龍城城南道，家有六姊一弟，自小雙親離異，父親經營玉器生意，母親為一名酒樓清潔工人。他祖籍台山，祖父是曾獲蔣介石頒獎表揚英勇抗日的國民黨士兵。林家棟早年於九龍城竹園飯店附近的大廈天台居住，出生不久分別在聯合道、城南道生活。之後在未到10歲時便搬入九龍寨城住了4年，直至小學畢業。之後搬到何文田愛民邨新民樓。
他小時候需要幫補家計，幫忙穿膠花和珠仔。又從十二歲起當過信差、在油麻地果欄附近的一間餐廳兼職送外賣、在九龍長沙灣麗新集團任職包裝員和在電子遊戲機中心當兼職員工。林家棟畢業於位於九龍城的耀山學校，中學就讀沙田佛教覺光法師中學。就讀中學期間曾經是交通安全隊成員。而在中學畢業後，林家棟在一間香港酒店當服務員，負責整理酒店房間，但因覺工作沉悶，加上不想就這樣度過一生，於是在1987年參加香港無綫電視第15期藝員訓練班。

### 事業發展
在1988年至1995年，林家棟在電視劇及電影中大都是演些小角色（如：《蓋世豪俠》《原振俠》《天子屠龍》等）。1995年在娛樂插班生中饰演蔡君夏一角，他在該角色中成功的模仿樂壇巨星張學友演唱《遙遠的她》，至此开始为人熟知。為了生計，他在1990年代曾經在銅鑼灣兼職地產經紀，又曾在尖沙咀東從事金融工作。林家棟在1996年飾演《河東獅吼》的蘇東坡和《新上海灘》的丁力，開始演出第二男主角，1997年主演的《大鬧廣昌隆》成為當年收視冠軍，奠定其一線小生地位，角色更入圍97年視帝五強。之後于《缘来没法挡》《林世榮》《難兄難弟之神探李奇》《布袋和尚》《茶是故鄉濃》《碧血劍》《金装四大才子》《美麗人生》等戲劇作男主角，2001年拍完最後一套劇集《酒是故鄉醇》之後，離開無線電視，並簽約成為劉德華公司的旗下藝人。直至2013年獲劉德華鼓勵離開他的經理人公司，自己開製作公司。
他是刘德华创立亨泰环宇有限公司的主要签约艺人，经常在刘德华有关的电影里担任角色，如《爱君如梦》《天下无贼》《童梦奇缘》《师奶唔易做》《得闲饮茶》和《风暴》等。其他比較出名的電影有《無間道》《黑社會》系列和《寒战》。他監製的首部電影是2010年的《打擂台》，获得第三十届香港电影金像奖最佳电影等四个奖项。
2016年憑犯罪電影《树大招风》让他获得第23届香港電影評論學會大獎最佳男演員。更憑該電影在第36屆香港電影金像獎以大熱姿態奪得最佳男主角，是他首次奪得影帝殊榮。
2017年，早於金像獎頒獎禮前，林家棟決定參與《陰陽路》廿周年的大電影《常在你左右》拍攝。他表示全因此系列的導演邱禮濤大名，另外也被《陰陽路》這金漆招牌吸引。
2019年，梁家輝與任達華、古天樂和林家棟拍攝電影《追龍II：賊王》，事隔十四年，電影《黑社會》班底再現。
2020年，林家棟憑電影《手捲煙》，獲提名第57屆金馬獎最佳男主角，這是林家棟入行以來首次角逐金馬影帝。

### 個人生活

#### 做演員的理由
林家棟曾在《Home Sweet Home》《口水多過浪花》等不同訪談節目中提到從出生到現在都非常討厭自己，覺得兒時生活很悶，自己很無趣，唯有演戲可以幫他逃離自己。

#### 感情生活
林家棟感情生活低調，無線時期接受報刊訪問時自言對感情態度受原生家庭影響，對愛情被動，對婚姻恐懼；相較感情生活，更看重保持自由不受拘束和追求事業成功。其在無線期間曾一度傳出與合作演員佘詩曼、導演侯永財等人的緋聞，也在《電視周刊》等媒體報道中屢被問及是否為同性戀者，均被其否決。據林家棟本人所說，中學畢業後其曾與同級同學交往七年，為其初戀。後二人感情破裂，冷戰一年後女友忽然表示將嫁他人并邀請林參加婚禮，林家棟認為女友不該腳踏兩船；此事一年後女友離婚竟再找林家棟詢問是否能夠復合，此事令林家棟深受打擊並表示對感情變得更為審慎。2000年提起此事林家棟表示3年前已分手。林亦曾提及自己對女友過於放任，自己彼時事業未成，加上女友不希望自己以演員為業——可能是該段感情失敗的主要原因。
在1996年4月13日《大公周刊》第132期專欄中，記者直言詢問林在與侯永財合作期間傳出緋聞，下戲即去片場通宵等侯永財放工等做法是否屬實，林一一予以回應，表示：“我不是‘基佬’，我很正常，是百分百的男人，沒有女友不代表就是搞基。”其放工等侯只為“偷師”。原本二人在《第八宗罪》《鬼劇院之驚青艷女郎》後將三度開展合作挑戰同性題材電影《假男假女》，但緋聞傳出後《東周刊》後續報道兩人因薪酬糾紛交惡，林直接未出席影片宣傳活動。二人後停止一切合作，林在《假男假女》一片中的角色改為由鄭嘉穎出演。
2001年後林家棟離開無線，情感生活依然保持低調。這一時期面對媒體，其多次否認與老闆劉德華有同性關係，兩人只是上下屬、兄弟兼好友，但大度表示不介意媒體就此製造話題。林家棟2005年作客《星期六夜闖毛陳谷》和《夜來女人香》節目時再度表示自己並非同性戀者。
2005年，林家棟在《Esquire》雜誌10月號上談及對愛、家庭和婚姻的理解，表示：“我小時候因為父母婚姻失敗，令我對家庭這容器存在數不清的懷疑，我每天也很不快樂，最好給我立刻改變！”而家庭環境和現實生活的艱難也令他不相信愛：“我已經有很多年沒談戀愛了，確實是有點難受，但我很害怕承擔責任，也不想勉強自己勉強別人，媽媽當年被父親拋棄，獨力撫養我們全家……這就是愛？”
據《東方新地》2007年文章報道，2006年1月該雜誌曾拍到林家棟前往馮寶寶姪女Rossetti家過夜，時隔一年多再度拍到二人去九龍城撐抬腳。在2006年2月15日210新城唱好情歌音樂會上，劉德華台上點名林家棟，希望對方不要總被媒體拍到，公司禁止藝人拍拖。
2010年，《3周刊》“留星語”專欄提到，2006年林家棟接受該雜誌訪問時“剛與拍拖多年的女友分手。4年後，據他所說，感情仍是一片空白”。但《東周網》2011年又指，林家棟與Rossetti自2004年起秘密交往7年，戀情曝光後二人關係告吹。女方友人對媒體稱，林家棟對外宣稱不婚主義，令Rossetti灰心，最後斬斷戀情。同年年末，《東周網》再度直擊林家棟與一名空姐親密出行，但林家棟方面未多作回應。
2013年，林家棟對《星島日報》記者表示，自己無拍拖對象，“不再刻意去想感情事”，不擔心老來無伴，連林母都已放棄催促，“更無理由一定要找個女朋友”。
2014年，林家棟在《亂UP24》節目再談個人生活，表示享受單身身份；曾想過成家立室，但現已作罷。被肥佬黎提及同性戀傳聞後，林家棟反駁稱自己其實是受情傷，不想費事講述也不想被追問。
2015年，林家棟在《娛樂三兄弟》節目中再度否認與劉德華有曖昧，並承認對不起前女友Rossetti。同年其在《明周》專欄文章《單身日記林家棟》和有線電視節目《星級會客室》亦談及感情方面的遺憾。
2019年，在《追龍2》宣傳活動中提及被主演梁家輝催找女友及催婚，林家棟表示他放生自己，同時認為“唔結婚就係愛惜自己嘅表達方式”。
2023年，林家棟在電影《潛行》宣傳活動中表示：「只有他（劉德華）見過我的女朋友。這個圈一個都沒有，就只有他。真的沒騙你，就只有他見過。」

#### 其他
他為女演員夏萍的乾兒子，但二人並沒有正式上契。2019年8月5日，夏萍因病離世享年八十一歲。夏萍與子女緣薄，晚年幸得契仔林家棟悉心照顧，彌留時，除女兒及孫兒外、契仔家棟和張國強（KK）也在身邊，陪伴契媽走人生最後一程。

## 演出作品

### 電視劇（無綫電視）
| 年 份  | 劇 名                                   | 首播時間         | 角 色 |
| 1988年 | 都市方程式                              | 4月11日          | 茶客（第19集）/阿強（第44集）/流氓（第128集）                                                                                      |
| 1988年 | 老子萬歲                                | 6月6日           | 賭客（第1集） |
| 1988年 | 鬥氣一族                                | 7月4日           | 路人（第2集） |
| 1988年 | 衰鬼迫人                                | 7月11日          | 婚禮賓客（第1集） |
| 1988年 | 不再少年時                              | 8月1日           | 劍道部成員（第2、5、6、7、13、14、15集）                                                                                           |
| 1988年 | 當代男兒                                | 8月8日           | 差人（第54、55、58、59集） |
| 1988年 | 嬴單傳奇                                | 10月3日          | 捕快 |
| 1988年 | 七翼鳥（單元劇）                        | 11月26日         | 弟子 |
| 1988年 | 太平天國                                | 11月28日         | 官兵/平民（第16、42、43集） |
| 1988年 | 小小大丈夫                              | 12月5日          | 公司職員（第38集） |
| 1989年 | 吉星報喜                                | 1月30日          | 學員（第5集） |
| 1989年 | 萬家傳說                                | 2月27日          | 路人（第1、5、12、13集） |
| 1989年 | 女優（單元劇-週末單元）                 | 3月18日          | 工作人員 |
| 1989年 | 花月佳期                                | 3月27日          | （第1集，找不到戲份） |
| 1989年 | 義不容情                                | 4月3日           | 大學飯堂服務生（第4、5、7集） |
| 1989年 | 蓋世豪俠                                | 4月3日           | 荒島被囚禁者（第5、6集）/太子侍衛（第13、14集）/（名字出現在第22、23集但找不到戲份）                                               |
| 1989年 | 蓉姐（單元劇-燃情夜點）                 | 4月15日          | 驗光師 |
| 1989年 | 末代天師                                | 5月15日          | 騙財算命師（第17、18集-18集找不到戲份）                                                                                            |
| 1989年 | 鐵血大旗門                              | 5月15日（海外）  | 小兵（第17集-名字出現在第2集但找不到戲份）                                                                                         |
| 1989年 | 人海虎鯊                                | 5月29日          | 遊艇服務生（第5集） |
| 1989年 | 邊城浪子                                | 6月22日（海外）  | 慕容明珠隨從（第2、3集）/皇甫鋪子夥計（第19集）                                                                                    |
| 1989年 | 淘氣雙子星                              | 7月10日          | 柔道部同學（第7、8集） |
| 1989年 | 大城小警                                | 7月10日          | Frankie（第3、4、14集） |
| 1989年 | 公私三文治                              | 7月10日          | 美髮師（第4集） |
| 1989年 | 富貴流氓                                | 7月24日          | 汽車銷售（第17集） |
| 1989年 | 死亡陷阱（單元劇-真情境界）             | 7月28日          | 差人 |
| 1989年 | 飛虎群英                                | 8月7日           | 差人（第4、5、17、20集-第4、5集找不到戲份）                                                                                        |
| 1989年 | 晉文公傳奇                              | 8月7日（海外）   | 趙衰手下（第8集） |
| 1989年 | 摘星的女人                              | 8月21日          | （第1、11、24集） |
| 1989年 | 天變（天變神功）                        | 9月4日           | 隨從（第6集） |
| 1989年 | 還我本色                                | 10月16日         | 大佬跟班（第6、7、9、10集） |
| 1989年 | 他來自江湖                              | 11月13日         | 臭口平（第29集） |
| 1989年 | 婆媽女婿                                | 11月23日         | 美容院員工（第42集） |
| 1989年 | 天機                                    | 11月27日（海外） | 記者（第1集） |
| 1989年 | 天涯歌女                                | 12月25日         | 流氓（第1、2集) |
| 1990年 | 愛情三角錯                              | 1月6日           | 金融從業者（第2-5、7-11、13、16-18集）                                                                                             |
| 1990年 | 迴路                                    | 1月6日           | 混混 |
| 1990年 | 天上凡間                                | 2月5日           | 收錢挨打小販（第13集） |
| 1990年 | 成功路上                                | 2月19日          | 差人（第11集） |
| 1990年 | 茶煲世家                                | 3月6日           | 賓客（第2集）/黃國輝（第35集） |
| 1990年 | 劍魔獨孤求敗                            | 4月1日           | （第1集） |
| 1990年 | 亞二一族                                | 4月16日          | 髮型師（第17集） |
| 1990年 | 回到未嫁時                              | 4月30日          | 投考人（第12集） |
| 1990年 | 我本善良                                | 5月14日          | 桌球職員、榮手下、榮同事、昌記（第5、6、16、25、30、34-38集）                                                                      |
| 1990年 | 曱甴也移民（單元劇-週末創作室）         | 7月7日           | 公安 |
| 1990年 | 孖仔孖心肝                              | 7月9日           | 副武指/武指（第2、5-7集） |
| 1990年 | 同居三人組                              | 7月10日          | Ben許（第60集）/張先生（第104集）/David（第115集）                                                                                 |
| 1990年 | 大唐名捕                                | 7月16日（海外）  | （第15集） |
| 1990年 | 燃燒歲月                                | 7月23日          | 阿生（第16集） |
| 1990年 | 水鄉危情                                | 8月20日          | 打手（第6、7集） |
| 1990年 | 零點出擊                                | 9月3日           | 陶律師助手（第24、25集） |
| 1990年 | 又是冤家又聚頭                          | 10月1日          | 地產經紀（第8集） |
| 1990年 | 走路新郎哥                              | 10月8日          | 洪手下（第1集） |
| 1990年 | 夢情                                    | 10月13日         | Jacky（找不到出場） |
| 1990年 | 遊戲邊緣                                | 10月20日         | Simon |
| 1990年 | 笑傲在明天                              | 10月29日         | 越南爛仔甲（第2、3、4集） |
| 1990年 | 烏金血劍                                | 11月5日          | 手下（第3、4、16集） |
| 1990年 | 自梳女                                  | 12月3日          | 地主家傻兒子（第1、3、5、10集） |
| 1990年 | 人在邊緣                                | 12月10日         | 朱Sir（第8集） |
| 1990年 | 奇幻人間世                              | 12月17日         | 狄（第5、7、14集） |
| 1991年 | 男盜女差                                | 2月18日          | 楊樹榮/榮（第7、8、11、20集）/亞梁（第12集）                                                                                       |
| 1991年 | 黃土恩情                                | 2月19日          | （第1、2集） |
| 1991年 | 不婚媽咪                                | 3月18日          | David（第14集） |
| 1991年 | 我愛玫瑰園                              | 4月2日           | 經理助手（第36集） |
| 1991年 | 命運快車                                | 4月15日          | 趙手下甲（第2、3、4、5集） |
| 1991年 | 漂白英雄                                | 4月15日          | Sam（第1集） |
| 1991年 | 打工貴族                                | 4月16日          | 大鬧會場的失戀GAY（第1集） |
| 1991年 | 今生無悔                                | 5月13日          | 公司職員Leo（第10、13、14、17、26、31、35、39、40集）                                                                              |
| 1991年 | 三八佳人（朝九晚五）                    | 5月13日          | 男職員（第7集） |
| 1991年 | 忠奸老實人                              | 5月27日          | 警隊上司蔡寬/黑面神（第7、8、10、11、19、20集)                                                                                     |
| 1991年 | 血璽金刀                                | 5月（海外）      | 柳家弟子/徒弟甲/亭徒（第7-9、12集）                                                                                                |
| 1991年 | 夢裡伊人                                | 6月24日          | 小嘍啰阿文（第2、3、6、9-17集） |
| 1991年 | 浪族闊少爺                              | 7月8日           | 經紀張占美Jimmy（第1-6、8集） |
| 1991年 | 怒海孤鴻                                | 8月19日          | CID（第14、19、20集） |
| 1991年 | 閉門一家千                              | 9月30日          | 老千跟班John（第8、10-12、14-20集）                                                                                                |
| 1991年 | 灰網                                    | 9月30日          | 經紀（第6集）/CID榮（第18、20、21集)                                                                                               |
| 1991年 | 大家族                                  | 10月28日         | 職員Raymond（第24-30集） |
| 1991年 | 卡拉屋企                                | 11月20日         | 紋身基（第17集）/英男友（第116集）/Martin（第197集）                                                                               |
| 1991年 | 老友鬼鬼                                | 12月9日          | 精神病人（第15集） |
| 1991年 | 月兒彎彎照九州                          | 12月23日         | 副導演（第8-10集） |
| 1992年 | 大賭場                                  | 1月7日（海外）   | 馬（第15-20集） |
| 1992年 | 龍的天空                                | 1月13日          | Leo（第10、20集）/Stephen（第15集）/Tony（第21集）                                                                                 |
| 1992年 | 屬雞的男人                              | 1月20日          | Philip（第16集） |
| 1992年 | 武林幸運星                              | 2月17日          | 逍遙弟子（第16集） |
| 1992年 | 反斗威龍                                | 3月16日          | 洋手下（第10、11集） |
| 1992年 | 現代愛情戀曲（單元劇）                  | 3月17日          | 差人（第1集）/導演（第4集）/店員（第7集）                                                                                          |
| 1992年 | 重案傳真                                | 4月6日           | 保安超（第14集） |
| 1992年 | 我為錢狂                                | 4月13日          | Paul（第2-6、9-11、13、18集 ） |
| 1992年 | 壹號皇庭                                | 4月19日          | 李嘉華（第5集） |
| 1992年 | 火玫瑰                                  | 5月4日           | 新聞播報員（第39、40集） |
| 1992年 | 拳王賭至尊（拳賭雙至尊/千王拳王）       | 6月29日          | 馬手下（第3、4、6、8-10集） |
| 1992年 | 妙探出更                                | 7月（海外）      | 導演（第1集） |
| 1992年 | 巨人                                    | 7月27日          | Ronald（第8集） |
| 1992年 | 沖天小子                                | 8月3日           | Bon（第1-3、7-9集） |
| 1992年 | 闔府搶錢                                | 8月10日          | 健身房路人（演職員表顯示為出現在第2集，實際出現在第3集）                                                                           |
| 1992年 | 賭霸                                    | 8月24日          | Alex（第9集） |
| 1992年 | 他來自天堂                              | 9月7日           | 杰（第8、10、11、13集） |
| 1992年 | 小男人出差                              | 9月21日          | Moneyboy Peter（第7集） |
| 1992年 | 現代愛情戀曲II（700愛情專線）（單元劇） | 10月3日          | 夜店青年（第2集）/導演（第4集）/錄音師（第5集）/收陀地費的流氓（第6集）                                                            |
| 1992年 | 大時代                                  | 10月5日          | 星（第33-35、40集） |
| 1992年 | 血濺塘西                                | 10月5日          | 特別行動組便偵/CID（第8-11、13、15、18-20集）                                                                                      |
| 1992年 | 大地飛鷹                                | 10月26日         | 手下（第6集） |
| 1992年 | 愛生事家庭                              | 11月23日         | 學生（第4集）/食客甲（第38集）/學生（第46集）/黑仔（第81集）                                                                       |
| 1992年 | 梟情                                    | 11月23日（海外） | 標/游標（第1-3、9-12集） |
| 1992年 | 極度空靈（單元劇）                      | 12月13日         | 威（第1集）/CID（第2集）/孟男同事（第3集）/Richard（第6集）/Dick（第8集）/表哥（第11集）/舞蹈藝員（第12集）/拍照被害鬼魂（第13集） |
| 1992年 | 九反威龍                                | 12月28日         | 浩手下（第8、12、14、15、18-20集）                                                                                                 |
| 1993年 | 老襯喜相逢                              | 1月4日           | 律師（第1、2集） |
| 1993年 | 飛星尋龍                                | 2月1日           | 電視節目主持人（第15集） |
| 1993年 | 原振俠                                  | 3月1日           | 導演Bobby（第2集） |
| 1993年 | 精武五虎                                | 3月8日（海外）   | 刀金剛（第3-6、8-11、14集） |
| 1993年 | 天倫                                    | 3月29日          | 調查員（第27-29、33、35集） |
| 1993年 | 壹號皇庭II                              | 4月18日          | Alex（第5集） |
| 1993年 | 射鵰英雄傳之九陰真經                    | 4月19日          | 讀/朱子柳（第9、10、20集） |
| 1993年 | 開心華之里                              | 5月10日          | 經紀棠（第93集）/主持（第195集）                                                                                                   |
| 1993年 | 九彩霸王花                              | 5月17日          | 警官（第3、7、15-18集） |
| 1993年 | 雌雄大老千                              | 5月24日          | Billy/Eric友（第10-12、18集） |
| 1993年 | 金牙大狀                                | 6月21日          | 黃一水（被告）（第3集） |
| 1993年 | 少年五虎                                | 7月12日          | 友丈夫（第11、12集） |
| 1993年 | 武尊少林                                | 8月16日          | 坤手下（第16-19集） |
| 1993年 | 不可思議星期二（第一輯）（單元劇）      | 9月7日           | 鬼魂（第1集：鬼戀人）/（第5集：心跳加速）/死神（第6集：最後的呼喚）                                                                |
| 1993年 | 超能干探SuperCop                        | 9月13日          | Frankie（第1-12集） |
| 1993年 | 魔刀俠情                                | 10月26日         | 崑崙奴（第13、17集） |
| 1993年 | 居者冇其屋                              | 10月27日         | 星哥（第6-8集） |
| 1993年 | 精靈酒店                                | 10月30日         | 豆豉（第1-6、20集） |
| 1993年 | 射鵰英雄傳之南帝北丐                    | 10月（海外）     | 污衣弟子/丐幫弟子（第3、6、7集）                                                                                                   |
| 1993年 | 龍兄鼠弟                                | 12月6日          | Martin（第12、16、21集） |
| 1993年 | 孽吻                                    | 12月（海外）     | 銀行職員（第4-6集） |
| 1994年 | 第三類法庭                              | 2月28日          | 周平鳴（第4、6、9、10、13、17、22-24、26、29、30集）                                                                               |
| 1994年 | 清宮氣數錄                              | 4月11日          | 天（第6-8、11、12、16、17、19、20集）                                                                                              |
| 1994年 | 新重案傳真                              | 5月9日           | John（第19集） |
| 1994年 | 生死訟                                  | 6月6日           | 林家佑（第3、7-9集） |
| 1994年 | 成日受傷的男人                          | 7月5日           | Andy（第1-8、11-13、16-20集） |
| 1994年 | 廉政行動1994                            | 7月31日          | 廉署調查員梁凱棟（第1、2、3、5集）                                                                                                 |
| 1994年 | 射鵰英雄傳                              | 8月1日           | 尹志平（第4、21、22、29、30集） |
| 1994年 | 黃飛鴻系列之鐵膽梁寬                    | 8月1日           | 周俊（第2、3集） |
| 1994年 | 異度凶情                                | 8月16日          | Johnny仔（第2、4-7、15、16、20集）                                                                                                 |
| 1994年 | 獨臂刀客                                | 9月13日          | 文（第5、6、16集） |
| 1994年 | 恨鎖金瓶                                | 9月26日          | 花子由 ( 第2、4、5、8-11集 ) |
| 1994年 | 壹號皇庭III                             | 10月10日         | 陳志達（強姦案被告）（第6集） |
| 1994年 | 再見亦是老婆                            | 10月17日         | 導演Ringo（第4、5、6、15集） |
| 1994年 | 方世玉與乾隆皇                          | 10月23日         | 高腳七（第3、4、5、6、8集） |
| 1994年 | 阿SIR早晨                               | 10月24日         | 講冷笑話的湯志偉（第19集） |
| 1994年 | 天子屠龍                                | 11月14日         | 倭克（第2集） |
| 1994年 | 驚心都市（單元劇）                      | 11月19日         | 婚外情被妻殺害的鄭德生（第3集：呼救無門）/手下（第5集：狙擊危情）/黃毛（第8集：冤）                                                |
| 1994年 | 笑看風雲                                | 11月21日         | Ivan（第12、13、16、18-22集） |
| 1994年 | 豪門插班生                              | 12月12日         | 白奇隆（除第1、2、9、15、17、19集均有出场）                                                                                        |
| 1995年 | 盞鬼老豆                                | 4月（海外）      | 杰哥（第1集） |
| 1995年 | 萬里長情                                | 6月26日          | 陈树根（第1-7、 12、20-26集） |
| 1995年 | 忘情闊少爺                              | 9月4日           | 康迪志 |
| 1995年 | 娛樂插班生                              | 10月2日          | 蔡君夏 |
| 1995年 | 天降奇緣                                | 10月30日         | 丙培 ( 第20集 ) |
| 1995年 | 親恩情未了                              | 12月7日          | Wilson（第5、7、11、14、19、20集）                                                                                                 |
| 1995年 | 刑事偵緝檔案II                          | 12月11日         | 湯家齊（第1-4集） |
| 1996年 | 河東獅吼                                | 2月19日          | 蘇東坡 |
| 1996年 | 新上海灘                                | 9月2日           | 丁力 |
| 1996年 | 英雄貴姓                                | 9月（海外）      | 關牛（第20集） |
| 1997年 | 樂壇插班生                              | 2月24日          | 姜德培 |
| 1997年 | 大鬧廣昌隆                              | 7月（海外）      | 許大廣（大隻廣）／陸運廣（三少爺）                                                                                                 |
| 1997年 | 隱形怪傑                                | 10月27日         | 區志立 |
| 1997年 | 美味天王                                | 11月10日         | 浩佳（第21、22集） |
| 1998年 | 緣來沒法擋                              | 1月19日          | 關家仁 |
| 1998年 | 林世榮                                  | 4月（海外）      | 林世榮（豬肉榮） |
| 1998年 | 難兄難弟之神探李奇                      | 8月3日           | 謝四（阿四） |
| 1999年 | 布袋和尚                                | 9月6日           | 許德／說不得／布袋和尚／智慧尊者                                                                                                   |
| 1999年 | 茶是故鄉濃                              | 11月1日          | 方有為（鵪鶉仔、為哥） |
| 2000年 | 金裝四大才子                            | 8月7日           | 文徵明 |
| 2000年 | 碧血劍                                  | 8月（海外）      | 袁承志 |
| 2000年 | 美麗人生                                | 11月（海外）     | 戴福生（大阿哥） |
| 2001年 | 酒是故鄉醇                              | 10月29日         | 高純（阿純、酒尾公、野仔） |

### 電視劇（香港電台電視部）
| 年 份 | 劇 名                        | 角 色                    | 合 作                                          |
| 2003  | 執法群英II：旱天雷           | 林Sir（重案組總督察）    | 方中信、呂頌賢、蔡子健、陳鍵鋒、樓南光、張穎康 |
| 2006  | 獅子山下 - 無聲狗            | 陸漢生（當紅電視主持人） | 滕麗名、金燕玲                                 |
| 2011  | 一屋住家人－菲傭勿擾         | 汪明海（專上學院導師）   | 徐錦江、符肇廷、戴天晴                         |
| 2011  | 一屋住家人－日出前讓戀愛終結 | 汪明海（專上學院導師）   | 原子鏸、尹子維、謝偉俊、徐錦江                 |

### 電視劇（其他）
| 年 份 | 劇 名                     | 角 色      | 合 作          |
| 2005  | 非常平等任務              | 老闆Edmond |                |
| 2005  | 天涯追緝令（天涯追殺令）  | 司馬獨行   | 羅嘉良、楊蓉   |
| 2006  | 龍門驛站 第二單元－旱天雷 | 陸鼎天     | 張智霖、劉家輝 |
| 2018  | 冒險王衞斯理之支離人      | 鄧石       | 任達華         |

### 電視電影（無綫電視）
| 年 份  | 劇 名                | 首播時間 | 角 色      |
| 1989年 | 奪命情人             | 3月12日  | 工作人員   |
| 1989年 | 難民營風暴           | 9月24日  | 飯店夥計   |
| 1989年 | 霓虹姊妹花           | 10月15日 | 炮灰男Sam  |
| 1990年 | 英雄重英雄           | 2月18日  | 哨卡士兵   |
| 1992年 | 羣星會               | 10月18日 | 保安       |
| 1992年 | 梨花劫               | UA       | 差人       |
| 1993年 | 箱屍奇案             | 7月31日  | 囚犯       |
| 1993年 | 唐朝妖姬             | 10月31日 | 李翠山     |
| 1993年 | 律政皇庭             | 11月20日 | 律師       |
| 1993年 | 共闖天涯             | 12月4日  | 差人       |
| 1994年 | 天涯追兇             | 10月29日 | 律師       |
| 1994年 | 暴劫紅唇             | 11月5日  | 學員       |
| 1995年 | 廉政嬌娃（廉政英雌） | 10月6日  | 廉署調查員 |
| 1995年 | 愛到盡頭             | 11月17日 | 主角舊友   |

### 舞台劇
| 年 份  | 劇 名                              | 角 色  |
| 1993年 | 嬉春酒店                           |        |
| 1995年 | 花心大丈夫                         |        |
| 1995年 | 才子亂點俏佳人（嘉士伯戲劇節九五） |        |
| 1998年 | 難兄難弟之時來運到慶新春           | 謝源   |
| 1998年 | 才子亂點俏佳人                     | 唐伯虎 |
| 2010年 | 才子亂點俏佳人                     | 唐伯虎 |

### 電影

#### 電影（1990年代）
| 年 份  | 片 名                | 角 色          |
| 1992年 | 丐世英雄             |                |
| 1992年 | 賭城大亨II之至尊無敵 | 吳守信         |
| 1994年 | 新男歡女愛           | 酒吧酒客       |
| 1994年 | 倫文敘老點柳先開     | 無能容父親     |
| 1995年 | 迷姦犯               | 警隊手下       |
| 1996年 | 第八宗罪             | 林世杰         |
| 1996年 | 鬼劇院之驚青艷女郎   | 導演Joe        |
| 1997年 | 抱擁朝陽             | 易君恕         |
| 1999年 | 特警新人類           | 林威龍（恐龍） |
| 1999年 | 流星語               | Sam            |

#### 電影（2000年代）
| 年 份  | 片 名                       | 角 色            |
| 2000年 | 死亡網絡                    | 葉Sir            |
| 2001年 | 有情飲水飽                  | 任察（Tom Yam）  |
| 2001年 | 愛君如夢                    | 王一飛           |
| 2002年 | 無間道                      | 林國平（大B）    |
| 2003年 | 無間道III終極無間           | 林國平（大B）    |
| 2004年 | 江湖                        | 勝               |
| 2004年 | 龍鳳鬥                      | 好厲害的調查員   |
| 2004年 | 天下無賊                    | 四眼             |
| 2004年 | A-1頭條                     | 差人阿唐         |
| 2005年 | 美麗酒吧                    | 趙海             |
| 2005年 | 超班寶寶                    | 余天際           |
| 2005年 | 童夢奇緣                    | 周副校長         |
| 2005年 | 黑社會                      | 東莞仔           |
| 2006年 | 黑社會以和為貴              | 東莞仔           |
| 2006年 | 師奶唔易做                  | 黃生             |
| 2006年 | 得閒飲茶                    | 李Sir            |
| 2006年 | 天生一對                    | 志睦             |
| 2006年 | 放·逐                       | 蛋卷強           |
| 2006年 | 寶貝計劃                    | 救護員           |
| 2007年 | 每當變幻時                  | 化妝學院導師     |
| 2007年 | 七擒七縱七色狼              | 段貝山           |
| 2007年 | 兄弟                        | 信仔、沙展林     |
| 2007年 | 鐵三角                      | 差人王正文       |
| 2007年 | 神探                        | 高志偉           |
| 2007年 | 出埃及記                    | 客串-裝修判頭    |
| 2007年 | 葬禮揸FIT人                 | 洪彬             |
| 2007年 | 三不管                      | 司徒奇           |
| 2007年 | 大電影2.0：兩個傻瓜的荒唐事 | 董生             |
| 2008年 | 文雀                        | 震波             |
| 2008年 | 葉問                        | 李釗             |
| 2009年 | 機動部隊－人性              | 陳耀雄（嗱喳雄） |
| 2009年 | 復仇                        | 姚家柱           |
| 2009年 | 頭七                        | 地圖王           |
| 2009年 | 彈道                        | 添金水           |

#### 電影（2010年代）
| 年 份  | 片 名                         | 角 色             |
| 2010年 | 72家租客                      | 太子炳            |
| 2010年 | 童眼                          | 旅店老板泉哥      |
| 2011年 | 保衛戰隊之出動喇！朋友！      | 鄺盛              |
| 2011年 | 香港四重奏II 短片《上河圖》   | 高級知識分子      |
| 2012年 | 桃姐                          | 客串              |
| 2012年 | 車手                          | 莊Sir             |
| 2012年 | 寒戰                          | 鄺智立            |
| 2013年 | 紙月亮                        | 陳天送            |
| 2013年 | 毒戰                          | 李阿東            |
| 2013年 | 李碧華鬼魅系列：奇幻夜 - 枕妖 | 阮浩康/枕妖       |
| 2013年 | 風暴                          | 陶成邦            |
| 2014年 | 竊聽風雲3                     | 陸建波            |
| 2014年 | Z風暴                         | 黃文彬            |
| 2015年 | 浮華宴                        | 裘添富            |
| 2015年 | 一路驚喜                      | 張家倫/阿倫       |
| 2015年 | 三更車庫                      | 包子/小包         |
| 2015年 | 別有動機                      | 姚杰              |
| 2015年 | 消失的兇手                    | 霍華教授          |
| 2016年 | 樹大招風                      | 季正雄（可樂哥）  |
| 2016年 | 刑警兄弟                      | 孔祥興            |
| 2016年 | 兇手還未睡                    | 李偉臣（Vincent） |
| 2016年 | 此情此刻                      | 陳家輝            |
| 2016年 | 那年夏天你去了哪裏            | 鄧督察            |
| 2017年 | 失眠                          | 周福（丘福）      |
| 2017年 | 毒。誡                        | 喇叭              |
| 2017年 | 殺破狼·貪狼                   | 鄭漢守            |
| 2017年 | 常在你左右                    | 志強              |
| 2017年 | 狂獸                          | 陳耀輝            |
| 2017年 | 我們遇見松花湖                | 龍浩              |
| 2019年 | P風暴                         | 黃文彬            |
| 2019年 | 追龍II：賊王                  | 博士              |
| 2019年 | 掃毒2天地對決                 | 律政司司長        |

#### 電影（2020年代）
| 年 份  | 片 名                      | 角 色                                                  |
| 2020年 | 迷局伏香                   | 梁鏡暉                                                 |
| 2020年 | 手捲煙                     | 關超                                                   |
| 2021年 | 總是有愛在隔離             | COVID-19確診者                                         |
| 2021年 | 追虎擒龍                   | 白松安                                                 |
| 2021年 | 梅艷芳                     | 蘇孝良                                                 |
| 2021年 | 智齒                       | 劉中選（斬哥）                                         |
| 2023年 | 斷網                       | 陈明志                                                 |
| 2023年 | 命案                       | 大師（算命攤寫有名字“許陽燊”，但主創表示並非大師名字） |
| 2023年 | 第八個嫌疑人（2019年拍攝） | 王守月                                                 |
| 2023年 | 潛行                       | 修浩                                                   |
| 2024年 | 臨時劫案                   | 笠水                                                   |
| 2025年 | 惡行之外                   | 宋境南                                                 |
| 待上映 | 選擇遊戲（2016年拍攝）     | 林約翰（John Lam）                                     |
| 待上映 | 尋秦記                     | 趙丹                                                   |
| 待上映 | 滅相                       |                                                        |
| 待上映 | 誰變走了大佛               |                                                        |

## 監製作品
| 年 份  | 片 名              |
| 2010年 | 打擂台（電影）     |
| 2015年 | 死開啲啦（電影）   |
| 2021年 | 殺出個黃昏（電影） |
| 待上映 | 殊途同歸（電影）   |
| 待上映 | 滅相（電影）       |

## 晚會活動及綜藝訪談節目
| 年 份            | 節 目 名                                                                |
| 1988             | 點解咁好笑                                                              |
| 1988             | K-100（第596期）                                                        |
| 1989             | 香港倒後鏡（第5、6、8集）                                               |
| 1989             | 香港競飲大賽1989                                                        |
| 1990             | 為食開心果（第2-7、9、11、12集）                                        |
| 1990             | 娛樂專門店（僅第1和3集未出場）                                          |
| 1990-1991        | 開心浪漫俏佳人（第8-13集）                                              |
| 1991             | 笑星救地球（第2輯）（全集數出場）                                       |
| 1991             | I.Q.遊樂場Pop Musik（第1、2集）                                         |
| 1991             | 搶錢新一代（全10集）                                                    |
| 1991             | 群星千萬FUN 嘉賓（第3集）                                               |
| 1991             | 佳人有約                                                                |
| 1990             | 電視先鋒群星會                                                          |
| 1992             | 開心浪漫俏夫人（第1、6、7集）                                           |
| 1992             | 摩登小男人（第4、5、7、13集）                                           |
| 1992             | 香港怪招                                                                |
| 1992             | 娛樂反斗星（第3、11、12集）                                             |
| 1992             | 奇案直銷講場（第6集：女記者之死-電視藝員周明）                          |
| 1992             | 叻人新世紀（僅第3和5集未出場）                                          |
| 1992             | 香港小姐競選總決賽                                                      |
| 1992             | 時事笑爆鏡（第2、4、5、8集）                                            |
| 1992             | 娛樂笑爆鏡（第1-4集）                                                   |
| 1993             | 鎮金女人周記（第3集）                                                   |
| 1993             | 純美儷影青雲路                                                          |
| 1993             | 大懷舊1993（全7集）                                                     |
| 1993             | 點解香港咁過癮93（第7、8集）                                            |
| 1993             | 香港競飲大賽1993                                                        |
| 1993             | 情場妙女郎（第1集）                                                     |
| 1994             | 咪當我老襯（第1-4集）                                                   |
| 1994             | 男人大丈夫百變佳人（第7集）                                             |
| 1994             | 開心番埋嚟（第6集-崩牙杰)                                               |
| 1994             | 鎮金女人周記II（第1集-阿Sue）                                           |
| 1994             | 花弗新世界（第22集）                                                    |
| 1994             | 廉政先鋒20年電視劇集回顧（嘉賓）                                        |
| 1994-1995        | 為食到飛起                                                              |
| 1995             | 人生交叉點（第3、19集）                                                 |
| 1995             | 星光燦爛仁愛堂                                                          |
| 1995             | 至叻電視迷爭霸戰（第3、4集）                                            |
| 1995             | 萬千星輝賀台慶                                                          |
| 1995             | 萬顆善心耀志蓮                                                          |
| 1995             | 歡樂滿東華                                                              |
| 1995             | 寰宇風情 秘魯、巴西亞馬遜特輯 主持                                      |
| 1995             | 普通話戲中戲                                                            |
| 1995             | 清新健康人大匯演                                                        |
| 1996             | 1996年國際航空小姐選舉 司儀                                             |
| 1996             | 香港小姐競選總決賽 表演                                                 |
| 1996             | 慈善星輝仁濟夜                                                          |
| 1996             | 萬千星輝賀台慶                                                          |
| 1996             | 萬家團年迎福鼠                                                          |
| 1996             | 共創平等新紀元                                                          |
| 1996             | 非常勁秋鄭少秋                                                          |
| 1996             | 超級無敵獎門人（第11集、第20集-客串、第23集-勝出）                      |
| 1996             | 穿梭丹麥夢幻國                                                          |
| 1996             | 星光燦爛仁愛堂                                                          |
| 1996             | 城市追擊                                                                |
| 1997             | 為食到台灣 （第4-6集-主持）                                             |
| 1997             | 澳門及國際旅遊小姐競選 司儀                                             |
| 1997             | 歡樂今宵 EYT（第8集）                                                   |
| 1997             | 十大勁歌金曲頒獎典禮                                                    |
| 1997             | 萬千星輝賀台慶                                                          |
| 1997             | 廣告大贏家（第15集）                                                    |
| 1997             | 世界如此多FUN（第1、8集）                                               |
| 1997             | 超級無敵獎門人之再戰江湖（第4集）                                       |
| 1997             | 回到未紅時                                                              |
| 1997             | 無綫30週年經典大匯演                                                    |
| 1998             | 慈善星輝仁濟夜                                                          |
| 1998             | 天下無敵獎門人（第6集）                                                 |
| 1998             | 萬千星輝賀台慶                                                          |
| 1998             | 驛馬星動反斗星                                                          |
| 1998             | 運財大贏家                                                              |
| 1998             | 河北省地震救災大行動                                                    |
| 1998             | 齊心同抗長江水賑災大行動                                                |
| 1998             | 無線八頻道及星河頻道啟播儀式                                            |
| 1999             | 非常勁秋荃情夜                                                          |
| 1999             | 萬千星輝賀台慶                                                          |
| 1999             | 公益金屋開心SHOW（第2集）                                               |
| 1999             | 驚天動地獎門人（第17集-勝出、 第20集）                                  |
| 1999             | 智尊打吡賽 嘉賓                                                         |
| 1999             | 旅遊至叻至嘆系列 澳紐篇（共2集）                                        |
| 1999             | 歡樂滿東華                                                              |
| 1999             | 跨世紀錄香港同心齊共創                                                  |
| 1999             | 萬眾同心公益金                                                          |
| 1999             | 齊倡廉跨紀元                                                            |
| 1999             | 龍騰燈躍慶千禧（千禧倒數耀荃灣）                                        |
| 1999             | K-100（第1114、1124、1131、1137、1148、1154、1156、1157、1158、1161期） |
| 2000             | 奧運大玩特玩（第6集）                                                   |
| 2000             | 宇宙無敵獎門人（第7、17集）                                             |
| 2000             | 夏日煮食好拍檔                                                          |
| 2000             | 萬千星輝賀台慶                                                          |
| 2001             | 寰亞天幕名人杯                                                          |
| 2001             | 公益開心大富翁（第12集）                                                |
| 2001             | 好客香港攞滿FUN（第9集）                                                |
| 2001             | 歡樂滿東華                                                              |
| 2001             | 星光熠熠耀保良 司儀                                                     |
| 2002             | 吾係獎門人（第1集-勝出、第16集）                                        |
| 2002             | 2002年國際華裔小姐競選 司儀                                             |
| 2003             | SMG《明星》訪談                                                         |
| 2003             | 紅星大獎2003 頒獎嘉賓                                                   |
| 2004-2005        | 繼續無敵獎門人（第27集-勝出、第36集-勝出）                              |
| 2005             | 星期六夜闖毛陳谷 嘉賓                                                   |
| 2005             | 夜來女人香 嘉賓                                                         |
| 2005             | 東張西望                                                                |
| 2005             | 娛樂大搜查                                                              |
| 2008             | 鐵甲無敵獎門人（第13集-勝出、第14集-勝出）                              |
| 2008             | 512關愛行動慈善匯演                                                     |
| 2009             | 有線電視台Johnny B. Good 嘉賓                                           |
| 2010             | 演藝界情系玉樹關愛行動                                                  |
| 2010             | 超級遊戲獎門人（第3集-勝出、第27集-勝出）                               |
| 2010             | 娛樂紅人館（第15集嘉賓）                                                |
| 2010             | Home Sweet Home 嘉賓（第61集）                                          |
| 2010             | 肥媽老友記 嘉賓                                                         |
| 2010、2012、2015 | 兄弟幫 嘉賓 （第90-91、511-512、1464-1465集）                           |
| 2011             | 2011年萬千星輝頒獎典禮我最喜愛的電視女角色 頒獎嘉賓                     |
| 2011             | 紅星大獎2011之金碧輝映（頒獎嘉賓）                                      |
| 2012             | 第31屆香港電影金像獎大會司儀                                            |
| 2013             | 第32屆香港電影金像獎大會司儀                                            |
| 2013             | 非常靜距離                                                              |
| 2013             | 魯豫有約                                                                |
| 2013             | 第7屆亞洲電影大獎頒獎嘉賓                                               |
| 2014             | 第33屆香港電影金像獎大會司儀                                            |
| 2014             | 亂噏24                                                                  |
| 2015             | 第34屆香港電影金像獎大會司儀                                            |
| 2015             | 娛樂3兄弟 嘉賓（第23集）                                                |
| 2015             | 今晚睇李 嘉賓（第31集）                                                 |
| 2015             | 星級會客室 嘉賓                                                         |
| 2015-09-30       | 今日VIP 嘉賓                                                            |
| 2017             | 最佳拍檔 嘉賓（第9集）                                                  |
| 2018             | 大星講 嘉賓                                                             |
| 2022             | 24/7 TALK 嘉賓（第100集)                                                |
| 年份未知         | 婦女新姿                                                                |
| 年份未知         | 都市閒情                                                                |
| 2024             | 慈善星輝仁濟夜                                                          |

## 出版唱片
- 《難兄難弟之時來運到慶新春》舞台劇（1998）
  - 時來運到（與羅嘉良、張可頤、宣萱、林曉峰合唱）
  - 春山游（與張可頤、羅嘉良、宣萱合唱）
  - 好青年（與羅嘉良、宣萱、林曉峰合唱）
  - 快樂伴侶（與張可頤、羅嘉良、宣萱合唱）
  - 扮架勢（與羅嘉良、宣萱、林曉峰合唱）
  - 扮靚仔（與羅嘉良、合唱）
  - 永遠是真情（與宣萱合唱）
  - 難兄難弟（與張可頤、羅嘉良、宣萱合唱）
- 《英皇盛世 Compilation Vol. 1》（2000）
  - 君子好逑（與張家輝、魏駿傑、歐陽震華、關詠荷、陳松伶、翁虹、文頌嫻合唱）
- 《新城電臺 Dreams Come True》（2012）
  - 中情局 - 路芙（聲演獨白部分）
- 好聲金庸系列《書劍恩仇錄》（2018）
  - 聲演 陳家洛
- 微涼之夏（2024）
  - 聲演 楊雲峯

### 參演MV及音樂節目
- 1990年：李克勤音樂特輯《熱浪迷情》
- 1990年：蔡齡齡《解脫》 （页面存档备份，存于）
- 1991年：伊能靜《悲傷的Juliet》
- 1991年：袁鳳瑛《滾滾紅塵》
- 1992年：李克勤音樂特輯《愛情交叉》
- 1992年：彭羚《三人世界》 （页面存档备份，存于）
- 1992年：黎明詩《全心愛我》 （页面存档备份，存于）
- 1993年：周慧敏音樂特輯《迷情戀界》 （页面存档备份，存于）
- 1993年：李克勤音樂特輯《驀然回首》
- 1994年：周慧敏音樂特輯《縱是有緣》
- 1994年：毛阿敏《我不想再次被情傷》 （页面存档备份，存于）
- 1994年：譚詠麟&鄭秀文音樂特輯《毋忘我》 （页面存档备份，存于）
- 1995年：江希文《我妒忌》 （页面存档备份，存于）
- 1990s（具體年份未知）：仙杜拉《送郎》 （页面存档备份，存于）
- 1990s（具體年份未知）：羅文&汪明荃《春花萬里香》
- 1990s（具體年份未知，可能是89-90）：譚詠麟《雨夜的浪漫》 （页面存档备份，存于）
- 2006年：劉德華《心肝寶貝》 （页面存档备份，存于）
- 2018年：麥浚龍《困獸·28》 （页面存档备份，存于）（聲音出演）
- 2019年：麥浚龍&謝安琪《廢話》 （页面存档备份，存于）（聲音出演）

## 獎項
| 年份           | 頒獎典禮                       | 獎項                     | 影片            | 結果 |
| -------------- | ------------------------------ | ------------------------ | --------------- | ---- |
| 1996/1998/2000 | 壹電視大獎                     | 十大電視藝人             |                 | 獲獎 |
| 2002           | 第21屆香港電影金像獎           | 最佳男配角               | 《愛君如夢》    | 提名 |
| 2009           | 第28屆香港電影金像獎           | 最佳男配角               | 《葉問》        | 提名 |
| 2009           | 第9屆華語電影傳媒大獎          | 最佳男配角               | 《葉問》        | 提名 |
| 2011           | 第30屆香港電影金像獎           | 最佳電影                 | 《打擂台》      | 獲獎 |
| 2013           | 第32屆香港電影金像獎           | 最佳男配角               | 《寒戰》        | 提名 |
| 2017           | 第23屆香港電影評論學會大獎     | 最佳男演員               | 《樹大招風》    | 獲獎 |
| 2017           | 第11屆香港電影導演會年度大獎   | 最佳男主角               | 《樹大招風》    | 獲獎 |
| 2017           | 第36屆香港電影金像獎           | 最佳男主角               | 《樹大招風》    | 獲獎 |
| 2018           | 第37屆香港電影金像獎           | 最佳男配角               | 《殺破狼·貪狼》 | 提名 |
| 2018           | 第23屆華鼎獎                   | 最佳男配角               | 《殺破狼·貪狼》 | 提名 |
| 2020           | 第57屆金馬獎                   | 最佳男主角               | 《手捲煙》      | 提名 |
| 2021           | 第15屆亞洲電影大獎             | 最佳男主角               | 《智齒》        | 提名 |
| 2022           | 第28屆香港電影評論學會大獎     | 最佳編劇                 | 《殺出個黃昏》  | 獲獎 |
| 2022           | 第28屆香港電影評論學會大獎     | 最佳男演員               | 《手捲煙》      | 提名 |
| 2022           | 第28屆香港電影評論學會大獎     | 最佳男演員               | 《智齒》        | 提名 |
| 2022           | 第40屆香港電影金像獎           | 最佳男主角               | 《手捲煙》      | 提名 |
| 2022           | 第40屆香港電影金像獎           | 最佳男主角               | 《智齒》        | 提名 |
| 2022           | 第40屆香港電影金像獎           | 最佳編劇                 | 《殺出個黃昏》  | 提名 |
| 2022           | 第59屆金馬獎                   | 最佳男主角               | 《智齒》        | 提名 |
| 2024           | 2023年度香港專業電影攝影師學會 | 攝影師眼中最具魅力男演員 | 不適用          | 獲獎 |

## 外部連結
- 林家棟的Facebook專頁
- 林家棟的Instagram （页面存档备份，存于）
- 林家棟的新浪微博
- 林家棟在互联网电影资料库（IMDb）上的資料（英文）
- 林家棟在香港影庫上的簡介
- 林家棟在时光网上的簡介（简体中文）
- 林家棟在豆瓣上的资料（简体中文）